# Schwellenbachermühle

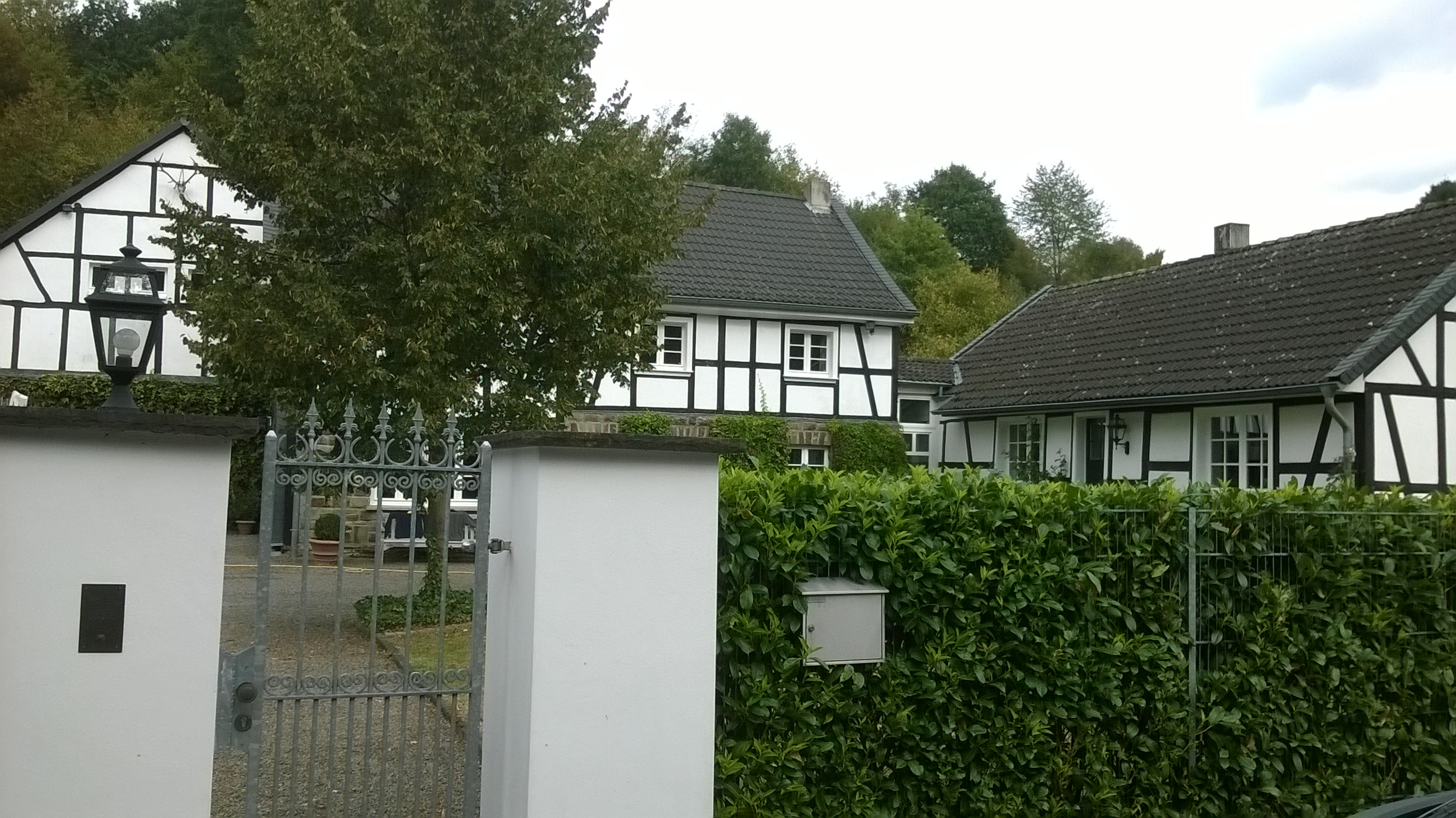
Anwesen in Schwellenbachermühle

Schwellenbachermühle ist ein Ortsteil von Marialinden in der Stadt Overath im Rheinisch-Bergischen Kreis in Nordrhein-Westfalen, Deutschland. Es ist ein Abspliss des benachbarten Mucher Wohnplatzes Schwellenbach.

## Lage und Beschreibung
Der kleine, landwirtschaftlich geprägte Ortsteil Schwellenbachermühle ist über die Landesstraße 312 zu erreichen, die Overath mit Much verbindet. Als nächstgelegene Ortschaften finden sich Falkemich, Növerhof, Klausenhof (Rhein-Sieg-Kreis) und Blindenaafermühle.
Schwellenbachermühle liegt am weithin naturgeschützten Naafbachtal (NSG 5109-301), der hier die Grenze zum Rhein-Sieg-Kreis bildet. Er entspringt neben zwei Quellbächen im Waldgebiet des Heckbergs auch in unterirdischen Quellen und mündet in die Agger. Im Umfeld sind Feuchtflächen mit besonderer Pflanzen- und Tierwelt entstanden.

## Geschichte
Über die Schwellenbach Mühle ist, obwohl noch bis in die 1950er Jahre als Getreidemühle im Betrieb, wenig bekannt. Sie tritt kartografisch und als Wohnplatz erst in der zweiten Hälfte des 19. Jahrhunderts in Erscheinung.
Die Gemeinde- und Gutbezirksstatistik der Rheinprovinz führt Schwellenbachmühle im Jahr 1871 mit einem Wohnhaus und sieben Einwohnern auf. Im Gemeindelexikon für die Provinz Rheinland von 1888 werden für Schwellenbachermühle ein Gebäude mit sechs Einwohnern angegeben. 1895 besitzt der Ort ein Wohnhaus mit acht Einwohnern und gehörte konfessionell zum katholischen Kirchspiel Marialinden, Im Jahr 1905 werden ein Wohnhaus und neun Einwohner genannt.
Im Jahr 1950/51 ließ Mühlenbauer Höller in die Mühle einen Walzenstuhl einbauen. Gegen Ende des 20. Jahrhunderts waren noch einige Teile des sehr klein konstruierten Kronenradgetriebes und Reste des oberschlächtigen Wasserrads erhalten und das Gebäude wurde zu dieser Zeit von der Besitzerfamilie Frielingsdorf restauriert.